# Gare de Marienborg
La gare de Marienborg est une halte ferroviaire norvégienne de la ligne de Dovre et de la ligne de Leangen dans le quartier de Marienborg à Trondheim. 
La gare se situe à 549,95 km d'Oslo et à 2,82 km de Trondheim. Elle est située à proximité de l'hôpital Saint-Olaf.

## Situation ferroviaire
C'est à la gare de Marienborg que les lignes de Dovre et de Leangen se séparent. La gare est située entre Skansen et Selsbakk (ligne de Dovre) et Lerkendal (ligne de Leangen).

## Histoire
La gare a été mise en service en 1999 et a acquis son statut de halte ferroviaire le 1er janvier 2001,.

## Service des voyageurs

### Accueil
La gare n'a ni salle d'attente ni automates mais un parc à vélo et une aubette.

### Desserte
La gare est desservie par des trains régionaux et locaux.
Les trains régionaux relient : Trondheim à Hamar et Heimdal à Storlien.
Les trains locaux relient : Røros à Rotvoll et Lerkendal à Steinkjer.

### Intermodalité
Des bus se trouvent à proximité de la gare.